# Султан Кабус (стадион)
Стадион спорткомплекса Султа́н Ка́бус (араб. مجمع السلطان قابوس الرياضي‎); наиболее известен как Стадион Султана Кабуса — многофункциональный стадион, расположенный в городе Баушар, который входит в состав столицы Омана — Маската (так называемый «Большой Маскат»). Стадион и спорткомплекс названы в честь султана Омана — Кабуса бен Саида Аль Саида, который правил Оманом с августа 1970 года по январь 2020 года.
Стадион может вмещать 34 тысячи зрителей, является главным и крупнейшим стадионом Омана. Является домашним стадионом национальной сборной Омана по футболу и ряда местных футбольных клубов.
Строительство стадиона и спорткомплекса Султан Кабус началось в 1983 году. В 1985 году строительство было завершено, стадион был открыт 19 октября того же года. Изначально мог вмещать себя 40 тысяч зрителей, но после ряда реконструкций вместимость сократили до сегодняшнего показателя — 34 000 мест. На стадионе проводились матчи ряда розыгрышей Кубка Залива. Кроме футбольных матчей, на стадионе проводятся соревнования и по другим видам спорта, проводятся праздники городского и национального масштабов.